# Christophe (film, 1999)
Pour les articles homonymes, voir Christophe.
 Pour plus de détails, voir Fiche technique et Distribution
Christophe est un film pornographique gay d'Hervé Bodilis sorti en 1999.

## Synopsis
Le jeune Christophe, 25 ans, découvre le plaisir entre hommes au hasard des rencontres.

## Fiche technique
- Titre original : Christophe
- Titre anglais : Sex & Me
- Réalisation : Hervé Bodilis
- Scénario :
- Photographie :
- Musique :
- Producteur :
- Société de production : Body Prod
- Sociétés de distribution :
- Langues : français
- Format : Couleur
- Genre : Film pornographique
- Durée  96 minutes
- Dates de sortie : 1999

## Distribution
- Titof (sous le nom de Christophe)
- Franck Roy (Franck)
- Janos Volt (Attila)
- Andras Brandl (Tibor)
- Hervé Bodilis
- Léa

## Autour du film
Christophe est le premier film pornographique gay entièrement consacré à l'acteur bisexuel Titof. La scène avec Janos Volt provient d'un autre film du même réalisateur tourné la même année, Permission à Paris (ou Boys of Bastille). L'acteur étant encore débutant dans le cinéma pornographique gay, le film en profite pour mettre en scène l'initiation d'un jeune homme. « Christophe d'Hervé Bodilis, vrai/faux documentaire, suit les premiers pas de Titof dans le film X homo. De manière générale, le dépucelage a un coefficient de vérité maximal dans les films pornographiques. » Le film est d'ailleurs ressorti plus tard sous le titre Titof dépucelé. Un critique cinéma a comparé le style de cette évocation des débuts de l'acteur à celui des œuvres du réalisateur Abbas Kiarostami. Hervé Bodilis allait tourner d'autres films avec Titof, celui-ci évoluant de second rôle à star dans un film fait sur mesure pour lui avec Titof and the College Boys (Bodilis, 2006).